# Seznam jezer ve Spojeném království
Jezera ve Spojeném království (anglicky jezero – lake nebo voda – water, skotskou gaelštinou jezero – loch, walesky jezero – llyn, irsky jezero – lough). Tabulka neobsahuje britské přehrady a je seřazena podle rozlohy.
| jezero             | rozloha (km²) | délka (km) | šířka (km) | poloha (m n. m.) | hloubka (m) | kraj/země                                       |
| ------------------ | ------------- | ---------- | ---------- | ---------------- | ----------- | ----------------------------------------------- |
| Lough Neagh        | 381,74        | 30         | 15         | 15               | 34          | Severní Irsko                                   |
| Lower Lough Erne   | 105,08        | …          | …          | 45               | 69          | Severní Irsko                                   |
| Loch Lomond        | 71,12         | …          | …          | 7,9              | 189,9       | Argyll a Bute, Stirling, Západní Dunbartonshire |
| Loch Ness          | 56,64         | 34         | 1,5        | 15,8             | 230         | Highland                                        |
| Upper Lough Erne   | 42,99         | …          | …          | 46               | 27          | Severní Irsko                                   |
| Loch Awe           | 38,72         | 35         | 1          | 36,2             | 93,6        | Argyll a Bute                                   |
| Loch Maree         | 28,49         | 20         | 4          | 114              | …           | Highland                                        |
| Loch Morar         | 26,68         | 19         | …          | 10,1             | 309         | Highland                                        |
| Loch Tay           | 26,39         | 23         | 1,5        | 150              | …           | Perth a Kinross, Stirling                       |
| Lough Melvin       | 24,00         | …          | …          | …                | …           | Severní Irsko                                   |
| Loch Shin          | 22,53         | 27,2       | 5,9        | 129              | …           | Highland                                        |
| Loch Shiel         | 20,00         | 25         | …          | 4,5              | 128         | Highland                                        |
| Loch Rannoch       | 19,17         | 16         | 1          | 134              | …           | Perth a Kinross                                 |
| Loch Ericht        | 18,60         | …          | …          | …                | …           | Highland, Perth a Kinross                       |
| Windermere         | 14,74         | …          | …          | 39               | 64          | Cumbria                                         |
| Loch Leven         | 13,30         | …          | …          | 107              | 25,5        | Fife, Perth a Kinross                           |
| Ullswater          | 8,91          | …          | …          | …                | 62,5        | Cumbria                                         |
| Lake Vyrnwy        | 8,24          | …          | …          | …                | …           | Powys                                           |
| Derwent Water      | 5,34          | …          | …          | …                | 22          | Cumbria                                         |
| Bassenthwaite Lake | 5,34          | …          | …          | …                | 19          | Cumbria                                         |
| Coniston Water     | 4,91          | …          | …          | …                | 56          | Cumbria                                         |
| Lake Bala          | 4,38          | …          | …          | …                | …           | Gwynedd                                         |
| Hawes Water        | 3,90          | …          | …          | …                | 57          | Cumbria                                         |
| Ennerdale Water    | 3,00          | …          | …          | …                | 42          | Cumbria                                         |
| Wast Water         | 2,90          | …          | …          | …                | 76          | Cumbria                                         |
| Crummock Water     | 2,52          | …          | …          | …                | 44          | Cumbria                                         |